# 862 a.C.
L'862 a.C. (DCCCLXII a.C. in numeri romani) è un anno  del IX secolo a.C.

## Eventi
- Jiāng Jìng è sovrano di Qi.